# Megasport Arena
Megasport Arena (voorheen Chodynka Arena of IJssportpaleis op het Chodynkaveld, Russisch: Ледовый дворец спорта на Ходынском поле) is een multifunctionele arena in Moskou, Rusland. De arena heeft een maximale capaciteit van 13.926 zitplaatsen.

## Geschiedenis
De Megasport Arena is gelegen in het Chodynkaveld en werd in december 2006 afgerond. De arena was gastheer van het Wereldkampioenschap ijshockey in 2007. Ook was de arena gastheer van het zwaargewichtgevecht op 13 oktober 2007 tussen Sultan Ibragimov en Evander Holyfield van de World Boxing Organization. Op 23 januari 2008 was de arena gastheer van een EuroLeague Men wedstrijd in het basketbal. PBK CSKA Moskou speelde een wedstrijd tegen TAU Cerámica uit Spanje voor een bijna uitverkochte arena. Er waren 13.000 toeschouwers. Een andere belangrijke gebeurtenis was in in het seizoen 2006-07. De arena was gastheer van de CEV Champions League (mannen) Final Four, waarin Tours VB de titel won na het verslaan van VfB Friedrichshafen.
De arena werd genoemd als locatie voor het 54e Eurovisiesongfestival in 2009, maar in plaats daarvan werd het evenement gehouden in de Olympic Indoor Arena in Moskou. Op 24 maart 2011 heeft de Internationale Schaatsunie (ISU) de Wereldkampioenschappen kunstschaatsen 2011 verplaatst naar de Megasport Arena in Moskou. Dit besluit volgde op de annulering van de kampioenschappen in Tokio, Japan als gevolg van de zeebeving op 11 maart en het daaropvolgende kernramp van Fukushima. Het kampioenschap werd gehouden van 24 april - 1 mei 2011. In december 2011 werd in de arena het Europees kampioenschap curling mannen 2011 gehouden. Sinds 2016 is de Megasport Arena de thuis arena van de VTB United League-club PBK CSKA Moskou voor EuroLeague Men wedstrijden.